# Universitatea din Petroșani
Universitatea din Petroșani are o lungă și frumoasă tradiție, fiind continuatoarea „Școalei de Ponți și Șosele, Mine și Arhitectură” care a funcționat în București din anul 1864, iar din anul 1948 la Petroșani pentru început sub numele de Institutul Cărbunelui. După anul 1990, prin diversificarea domeniilor și specializărilor universitare, Institutul de Mine din Petroșani a devenit Universitatea Tehnică (1991) iar mai apoi Universitatea din Petroșani (1995). Având drept fundament această puternică tradiție universitară și prestigiul de care se bucură în țară și în străinătate, Universitatea noastră asigură astăzi condițiile necesare pentru ca studenții săi să dobândească o înaltă calificare în multe și variate domenii, pregătirea desfășurându-se la toate formele de învățământ. Formarea profesională a specialiștilor se realizează în cadrul a trei facultăți : Facultatea de Mine, Facultatea de Inginerie Mecanică și Electrică și Facultatea de Științe.
Din anul 1948 și până astăzi, la Universitatea din Petroșani au absolvit peste 40.000 de ingineri, subingineri, economiști, sociologi, matematicieni sau institutori. În Universitatea noastră se pregătesc peste 3200 de studenți, masteranzi și doctoranzi, cu sprijinul unui colectiv de peste 140 de cadre didactice. Pregătirea doctorală este asigurată de 30 de conducători științifici, personalități recunoscute în țară și pe plan mondial. Pregătirea solidă dobândită a absolvenților le-a oferit posibilitatea să se adapteze și să se integreze rapid la condițiile și metodele de lucru din alte țări cum ar fi SUA, Canada, Germania, Franța, Italia, Spania, Israel dar și de pe alte continente ca America de Sud, Africa sau Asia. Pretutindeni, absolvenții formați la Universitatea din Petroșani sunt cotați printre profesioniștii buni ai ramurilor în care activează. În anul 2015, Universitatea din Petroșani a fost evaluată instituțional de Agenția Română de Asigurare a Calității în Învățământul Superior și a obținut calificativul „GRAD DE ÎNCREDERE RIDICAT”.
ADMITERE
Alegi o universitate. Vrei una care îți oferă specializarea dorită, are un campus frumos și clădiri atractive, este distanța potrivită de acasă. Vrei o facultate care să se potrivească cu cine ești acum și ce vrei să devii în viitor. Fie că ai iubit liceul sau nu, universitatea este ceva nou. Universitatea din Petroșani ar putea fi locul potrivit pentru tine.
- dispune de 600 de locuri de cazare amplasate în 5 cămine studențești care oferă condiții excelente de cazare în camere de 2 sau 3 persoane, camere de tip garsonieră, cu tarife ce pornesc de la 180 lei/lună.
- formează specialiști capabili să se adapteze cerințelor economiei de piață și noilor tehnologii, care să aibă cunoștințe tehnice, economice și manageriale.
- acordă circa 450 de burse de studiu pentru performanță și merit, circa 150 de burse pentru studenții basarabeni de origine română și circa 400 de burse sociale sau de ajutor ocazional, având valori cuprinse între 580 de lei și 1.200 de lei.
- anual, circa 70 de studenți ai Universității din Petroșani beneficiază de mobilitate de studiu sau un stagiu de practică cu finanțare europeana, în țări ale UE, prin programul Erasmus+.
FACULTĂȚI
Universitatea din Petroșani are 3 facultăți:
- Facultatea de Mine;
- Facultatea de Inginerie Mecanică și Electrică;
- Facultatea de Științe Economice, Administrative și Sociale.

## Legături externe
- Site oficial